# 東北大學醫院

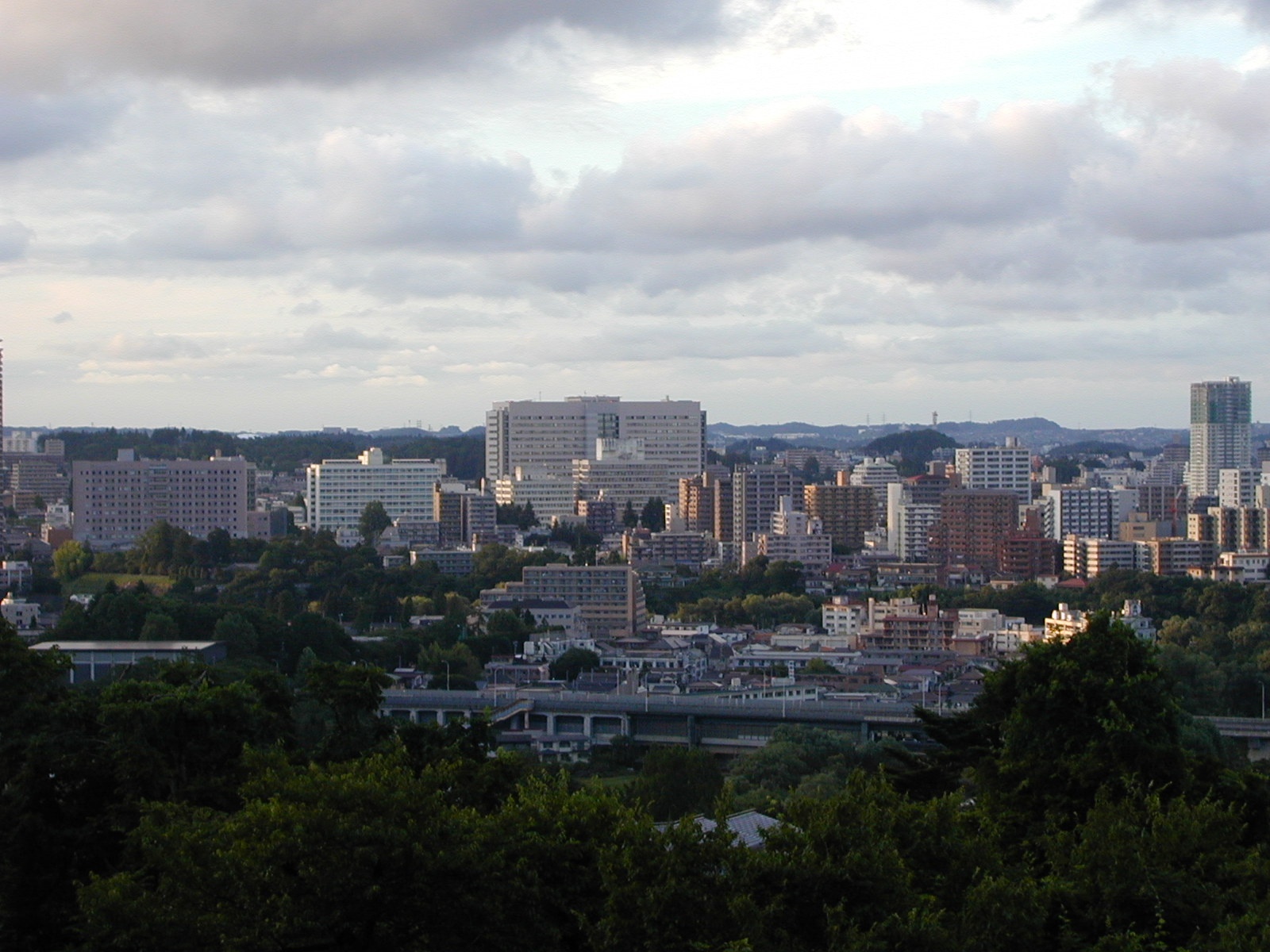
從仙台城本丸眺望見東北大學醫院（2009年7月）。

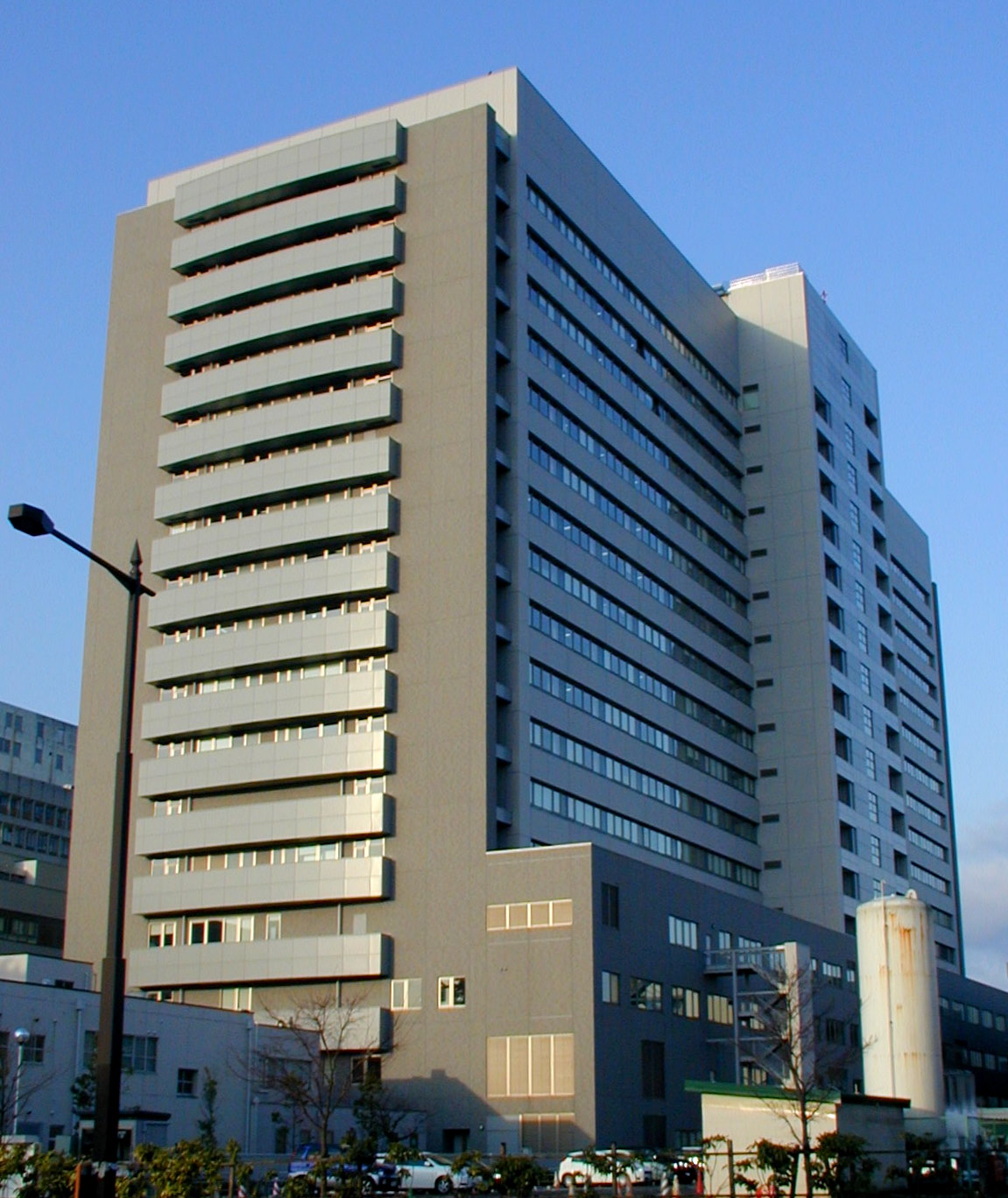
從東北側（宮城縣道264號大衡仙台線）眺望東病棟/西病棟。

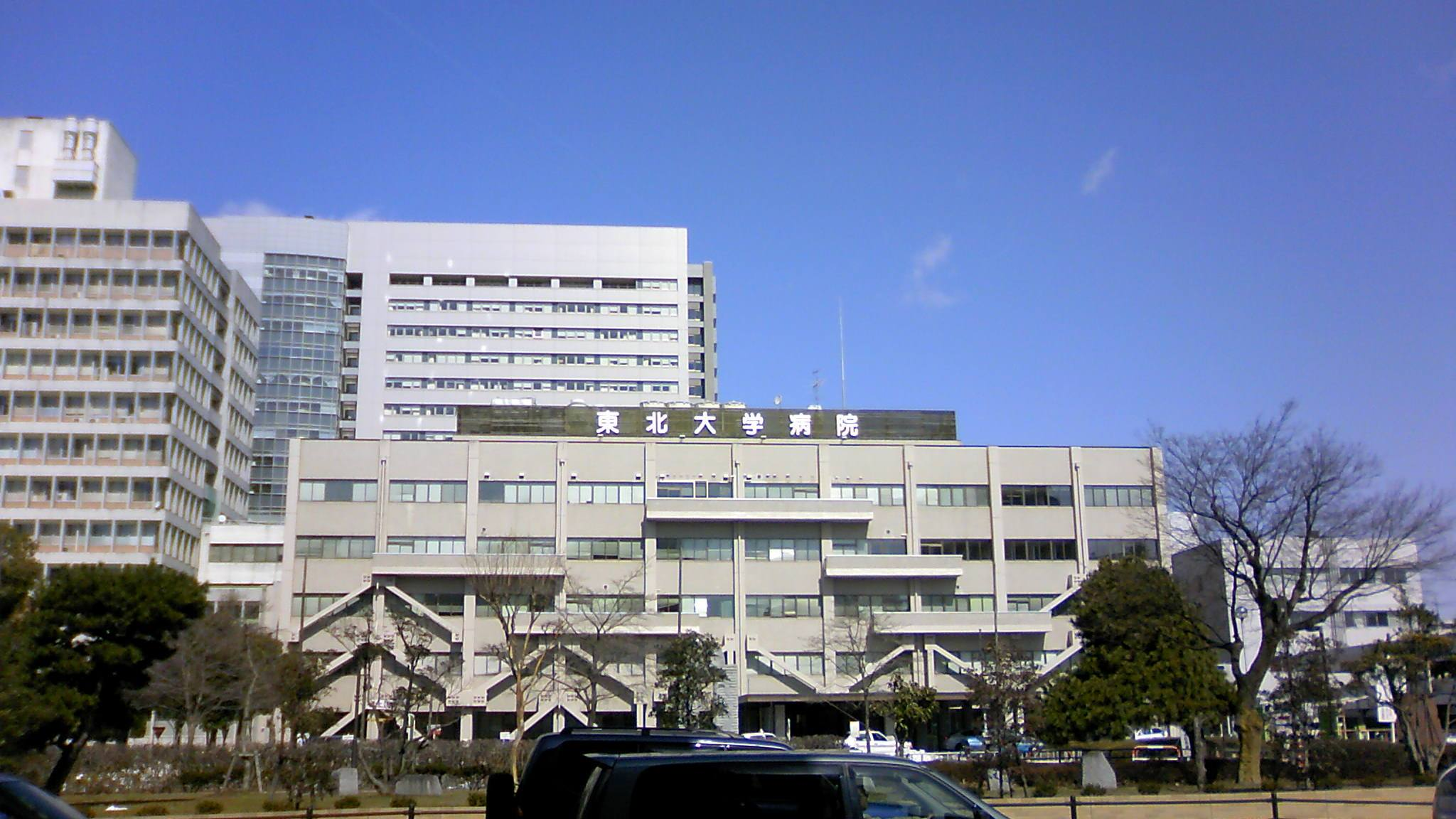
門診棟

東北大學醫院（日语：／）是日本宮城縣仙台市青葉區星陵町的綜合醫院，為國立大學法人東北大學的附屬教學醫院。
其成立已超過190年，是日本歷史最悠久的教學醫院。
作為在國際標準臨床研究等方面發揮核心作用的國內核心醫院，厚生勞動省將本院列為「臨床研究中核醫院」。

## 組織
- 醫科診療部門　
診療科：內科[注 1]、外科[注 2]、婦產科·泌尿生殖器科[注 3]、腦·神經·精神科[注 4]、小兒科[注 5]、感覺器·理學診療科[注 6]、放射線科[注 7]
- 牙科診療部門
診療科：口腔育成系診療科[注 8]、口腔維持系診療科[注 9]、口腔修復系診療科[注 10]、口腔回復系診療科[注 11]
- 中央診療設施
檢査部、手術部、放射線部、材料部、生理檢査中心、技工室、牙科衛生室
- 特殊診療設施
集中治療部、病理部、輸血·細胞治療部、高度救命救急中心、周產母子中心、復健部、綜合地域醫療教育支援部、血液淨化療法部、緩和醫療部、臟器移植醫療部、醫學IT中心、綜合牙科診療部、感染預防對策治療部、顎口腔機能治療部、障礙者牙科治療部、高齡者牙科治療部、顎顔面口腔再建治療部
- 癌症中心
- 臨床研究推進中心
- 藥劑部
- 看護部
- 診療技術部
- 醫療安全推進室
- 感染管理室

## 院內設施
- 院內分校（日语：院内學級）
  - 仙台市立木町通小學校（日语：仙台市立木町通小学校）東北大學醫院分校
  - 仙台市立第二中學校（日语：仙台市立第二中学校）東北大學醫院分校
- 飲食
  - 塔利咖啡東北大學醫院店
- 其他
  - 東北大學醫院內郵便局
  - Lawson

## 沿革
1736年（元文元年）11月1日設置的仙台藩藩校「養賢堂」在1760年（寶曆10年）7月開始醫學教育。1817年（文化14年），醫學教育部門脫離養賢堂獨立為「仙台藩醫學校」，同時設置醫院部門「施藥所」。此為現在「東北大學醫院」的起源（醫學教育部門則為之後的東北大學醫學部、藥學部）。
1996年（平成8年），成為首座成立針灸等漢方門診的國立大學醫院。
現在的「東北大學醫院」是由東北大學的醫學部、齒學部、加齡醫學研究所等各附屬醫院整合而成。2007年（平成19年）1月，將醫療法上正式名稱從東北大學醫學部附屬醫院改名為東北大學醫院。

### 年表

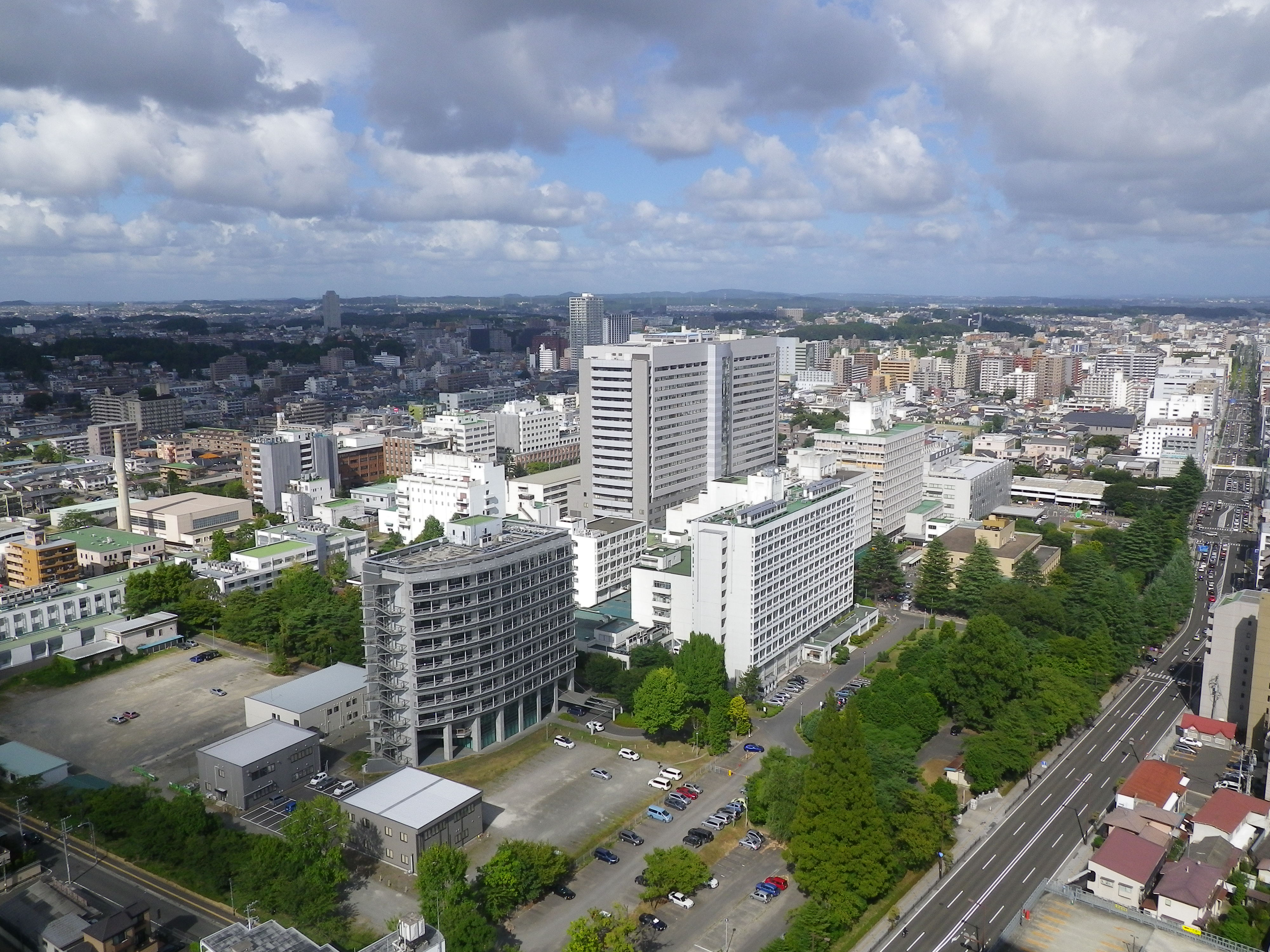
星陵校區（2012年9月）。最高建築與周邊建物是東北大學醫院。

- 1817年（文化14年）：於百騎丁（現東二番丁（日语：東二番丁通り））創設仙台藩醫學校施藥所
- 1871年（明治4年）4月：廢藩置縣，仙台藩醫學校施藥所廢止
- 1872年（明治5年）5月：南町（日语：南町 (仙台市)）開設私立仙台共立社醫院
- 1879年（明治12年）5月：更名為仙台公立醫院
- 1879年（明治12年）7月：更名為縣立宮城醫院
- 1884年（明治17年）7月：更名為縣立宮城醫學校附屬醫院
- 1888年（明治21年）4月：更名為縣立宮城醫院
- 1911年（明治44年）：從現錦町公園（日语：錦町公園 (仙台市)）移至北四番丁（日语：北四番丁）（現星陵町）。
- 1913年（大正2年）4月：更名為東北帝國大學醫學專門部附屬醫院
- 1915年（大正4年）7月：更名為東北帝國大學醫科大學附屬醫院
- 1919年（大正8年）4月：更名為東北帝國大學醫學部附屬醫院
- 1944年（昭和19年）12月：開設鳴子（日语：鳴子温泉）分院
- 1946年（昭和21年）3月：開設長町（日语：長町副都心）分院
- 1980年（昭和55年）3月：長町分院廢止
- 1994年（平成6年）6月：鳴子分院廢止
- 2000年（平成12年）4月：與加齡醫學研究所附屬醫院合併
- 2003年（平成15年）10月：與齒學部附屬醫院合併，成立東北大學醫院
- 2007年（平成19年）1月：醫療法上正式名稱從東北大學醫學部附屬醫院改為東北大學醫院
- 2016年（平成28年）10月28日：與國立醫院機構仙台醫療中心（日语：国立病院機構仙台医療センター）輪流營運救護直升機[10]。

| | |
| 1975年度（昭和50年度）的基於日本國土交通省之国土画像情報（彩色航拍）製作 院區保留許多免於仙台空襲的老舊建物，醫學部1號館（基礎棟）與3號館（臨床棟）等為新建建築，醫學部附屬醫院部分病棟與照片上方的齒學部附屬醫院等也是新建建築。 照片左下的廣瀨町有抗酸菌病研究所（現加齡醫學研究所）與仙台厚生醫院。 | 1984年度（昭和59年度）的基於日本國土交通省之国土画像情報（彩色航拍）製作 醫學部附屬醫院大部分都為新建建築，門診棟前設有圓環與停車場。 抗酸菌病研究所（現加齡醫學研究所）與附屬醫院從廣瀨町移到照片上方的齒學部旁。舊址改建為仙台厚生醫院。 |

## 統計
2019年的來院患者數分別為醫科門診569,374名、齒科門診159,934名、醫科入院349,079名、牙科入院11,051名。

### 平均患者數
門診患者呈現每年增加趨勢，入院患者受限於病床數變化不大。
1日平均門診人數
| 2002年（平成14年）度 | 1,879人 |  |
| 2003年（平成15年）度 | 1,910人 |  |
| 2004年（平成16年）度 | 1,944人 |  |
| 2005年（平成17年）度 | 2,015人 |  |
| 2006年（平成18年）度 | 2,099人 |  |
| 2007年（平成19年）度 | 2,160人 |  |
| 2008年（平成20年）度 | 2,177人 |  |

1日平均入院人數
| 2002年（平成14年）度 | 1,066人 |  |
| 2003年（平成15年）度 | 1,061人 |  |
| 2004年（平成16年）度 | 1,039人 |  |
| 2005年（平成17年）度 | 1,020人 |  |
| 2006年（平成18年）度 | 1,021人 |  |
| 2007年（平成19年）度 | 1,085人 |  |
| 2008年（平成20年）度 | 1,064人 |  |

### 各地域入院患者数
2008年（平成20年）度入院患者人數為18,639人。其中仙台市居住者為9,491人，佔全體的50.9%。包含仙台市在內的宮城縣居住者有16,386人，佔全體的87.9%，宮城縣以外居住者有2,253人，佔全體的12.1%。

## 指定
- 特定機能醫院（日语：特定機能病院）
- 癌症診療連攜據點醫院（日语：がん診療連携拠点病院）
- 救急指定醫院（日语：救急指定病院）（救命救急中心（日语：救命救急センター））
- 臨床研修指定醫院（日语：臨床研修指定病院）
- 臨床研究中核醫院[13]

## 先進醫療
- 病毒引起難治性眼感染疾患的迅速診斷（PCR法）
- 細菌或真菌引起難治性眼感染疾患的迅速診（PCR法）
- 低密度脂蛋白血漿析離術
- 腹腔鏡胃袖狀切除與十二指腸空腸繞道手術
- 使用細胞學標本進行基因檢測
- 紫杉醇靜脈給藥（一週一次）及卡鉑腹腔內給藥（三週一次）合併療法－上皮性卵巢癌、輸卵管癌或原發性腹膜癌
- 帝盟多用量強化療法－膠質母細胞瘤（僅限於初次發作初次治療後復發或惡化的患者 。）
- 使用手術機器人進行腹腔鏡根除性全子宮切除術－子宮頸癌（FIGO分類IB期以上及IIB期以下之扁平上皮癌或FIG分類IA2期以上及IIB期以下之腺癌，無淋巴結轉移及腹腔內臓器轉移。）
- S-1口服給藥與紫杉醇靜脈和腹腔內給藥的併用療法－胰臟癌（無遠距轉移、腹膜轉移。）

## 其他
- 治療膽道閉鎖的葛西手術（肝門空腸吻合術）是由舊第二外科教授兼院長葛西森夫（日语：葛西森夫）開發的手術方式[14][15]。
- 小柳美三初代眼科教授參與了Vogt-小柳-原田病（日语：原田病）的初期治療、研究。
- 毛毛樣腦血管疾病（日语：もやもや病）是由鈴木二郎初代腦神經外科教授命名[16]。
- 雖是位於仙台市都心部的西北方（乾），但是是在仙台城東北方，加上大學名稱的東北，相關團體常以『艮陵（ごんりょう）』或所在地地名『星陵』命名。
- 院名沒有特別簡稱，一般多稱之「東北大學醫院」或「東北大醫院」。但在東北藥科大學醫院（日语：東北薬科大学病院）成立以前，地方民眾多稱之「大學醫院」。

## 交通方式
- 最近車站：仙台市地下鐵南北線北四番丁站（從北2出口至門診診療棟正面玄關約750公尺，步行約需10分）
- 最近巴士站：東北大學醫院前、交通局東北大學醫院前、加齡醫學研究所入口、齒學部附屬醫院·東北會醫院前
- 停車場：由於車流量大，一般推薦利用公共交通。2012年3月24日縣道264號大衡仙台線（日语：宮城県道264号大衡仙台線）北山隧道開通後使得交通更加惡化。
  - 7:00 - 14:30為門診病患與入院患者家族專用。六小時內免費。
  - 訪客平日14:30以後、週六假日10:30以後可停車。最初30分鐘免費。每30分200日圓。8小時～24小時上限3,000日圓。

地處仙台市都心部西北方，正門面大學醫院前交差點（西公園通與北四番丁交會的丁字路口），舊縣立宮城醫院正門位於木町通一丁目交差點（木町通與北四番丁的十字路口）西北角。巴士停車場（仙台市交通局木町通駐車場）與資訊處（交通局乘車券發售所）合設的「交通局東北大學醫院前」巴士站是仙台市營巴士的主要總站之一，有多條巴士系統可搭乘。

## 周邊
本站周邊的醫療設施有仙台厚生病院（病床383床）、精神病院東北會醫院（精神科病床222床）、擁有透析病床55床的宏人會木町醫院、影像診斷中心仙台星陵診所等。另外還有多間個人診所與藥局。相關醫院達121間。

### 資料來源
1. ↑   (PDF). 厚生勞動省. 2020-12-01  [2021-06-19]. （原始内容 (PDF)存档于2020-05-10）.
2. ↑  . 東北大學醫院.   [2021-06-19]. （原始内容存档于2021-11-03）.
3. ↑  . 日本醫療機能評價機構.   [2021-06-13]. （原始内容存档于2021-06-13）.
4. ↑   (PDF). 厚生勞動省. 2021-05-01  [2021-06-19]. （原始内容存档 (PDF)于2021-08-30）.
5. 1 2   (PDF). 東北大學醫院.   [2021-06-19]. （原始内容存档 (PDF)于2021-06-24）.
6. ↑  三代冬彦. . . 2015-12-20: 139–145. ISBN 9784896053159.
7. ↑  病院長挨拶 （页面存档备份，存于）（東北大学病院）
8. ↑  .   [2021-06-13]. （原始内容存档于2021-06-12）.
9. ↑  病院概要「沿革」 （页面存档备份，存于）（東北大学病院）
10. ↑  . 朝日新聞 (朝日新聞社). 2016-11-02: 朝刊 宮城全県版.
11. 1 2  星陵キャンパス （页面存档备份，存于）（東北大学）
12. ↑  実績 （页面存档备份，存于）（東北大学病院）
13. ↑  臨床研究中核病院について （页面存档备份，存于）（厚生労働省）
14. ↑  東北大学医学部開設百周年. .   [2016-02-15]. （原始内容存档于2021-09-29）.
15. ↑  讀賣新聞. . 2015-07-16  [2016-02-15]. （原始内容存档于2015-12-22）.
16. ↑  東北大学医学部開設百周年. . 東北大學.   [2017-11-25]. （原始内容存档于2021-11-27）.
17. ↑  県立宮城病院旧正門と木下杢太郎碑 （页面存档备份，存于）（東北大学「まなびの杜」1998年秋 No.4）
18. ↑  .   [2021-06-13]. （原始内容存档于2021-12-05）.

## 外部連結
- 東北大學醫院 （页面存档备份，存于）
- 醫院機能評價結果「國立大學法人東北大學　東北大學醫院」 （页面存档备份，存于）
- NPO法人 艮陵協議會 （页面存档备份，存于）（東北大學醫院院長擔任理事長的相關醫院組織）